# Kapyriewszczinskoje
Kapyriewszczinskoje (ros. Капыревщинское сельское поселение) – jednostka administracyjna (osiedle wiejskie) wchodząca w skład rejonu jarcewskiego w оbwodzie smoleńskim w Rosji.
Centrum administracyjnym osiedla wiejskiego jest dieriewnia Kapyriewszczina.

## Geografia
Powierzchnia osiedla miejskiego wynosi 911,9 km², a jego główne rzeki to: Wop, Wiedosa i Wotria.

## Historia
Osiedle powstało na mocy uchwały obwodu smoleńskiego z 28 grudnia 2004 r., z późniejszymi zmianami – uchwała z dnia 25 maja 2017 roku, w wyniku której w skład jednostki weszły wszystkie miejscowości zlikwidowanych osiedli: Krotowskoje, Lwowskoje, Miropolskoje i Riepinskoje.

## Demografia
W 2020 roku osiedle wiejskie zamieszkiwało 2030 osób.

## Miejscowości
W skład jednostki administracyjnej wchodzi 48 miejscowości, w tym 2 osiedla (Lnozawoda, PMK) i 46 dieriewni. Zlikwidowane miejscowości osiedla to: Sieczenki, Nowo-Soczniewo, Morochowo i Diemaszonki.